# Cucujiformia
Cucujiformia é uma infraordem de insectos coleópteros polífagos que inclui espécies que em sua grande maioria se alimentam de plantas, incluindo folhas, sementes, pólen, madeira e detritos.

## Taxonomia
A infraordem contém sete superfamílias:
- Superfamília Chrysomeloidea (4 famílias)
- Superfamília Cleroidea (8 famílias)
- Superfamília Coccinelloidea (15 families)
- Superfamília Cucujoidea (31 famílias)
- Superfamília Curculionoidea (8 famílias)
- Superfamília Lymexyloidea (1 família)
- Superfamília Tenebrionoidea (30 famílias)